# 法隨法行
法隨法行（梵文：dharmānudharmacārī），又譯為法次法向，為佛教術語，為四預流支之一。

## 概論
法隨法行是一個梵文複合名詞，因為契經中沒有做出明確解說，自古以來，阿毘達摩論師對此名詞有多種解釋。
說一切有部所傳，一般將法隨法行，分解為「法、隨法、行」三者來解釋：
1. 法（dharma），指涅槃。
2. 隨法（anudharma），指八正道，為能達到涅槃的路徑。
3. 行，遵行八正道，以達致涅槃[2]。

线装书局《阿含经校注.杂阿含经》卷二七：......佛告比丘：“谛听！善思！当为汝说。比丘！于色向厌、离欲、灭尽，是名法次法向；如是受...想...行...识，于识向厌、离欲、灭尽，是名法次法向。”